# Noticiero (cine)
Un noticiero es una forma de cortometraje documental, que contiene noticias y artículos de interés actual, que prevaleció entre la década de 1910 y finales de la década de 1960. Presentados típicamente en un cine, los noticieros eran una fuente de temas de actualidad, información y entretenimiento para millones de espectadores. En general, los noticiarios se exhibían antes de una película, pero también había teatros dedicados a noticieros en muchas ciudades importantes en los años 30 y 40, y algunos cines de ciudades grandes también incluían una sala de cine más pequeña donde los noticieros se proyectaban continuamente a lo largo del día.
A finales de la década de 1960, las transmisiones de noticias por televisión habían reemplazado al formato. Los noticiarios se consideran documentos históricos importantes, ya que a menudo son el único registro audiovisual de ciertos eventos culturales.

## Historia

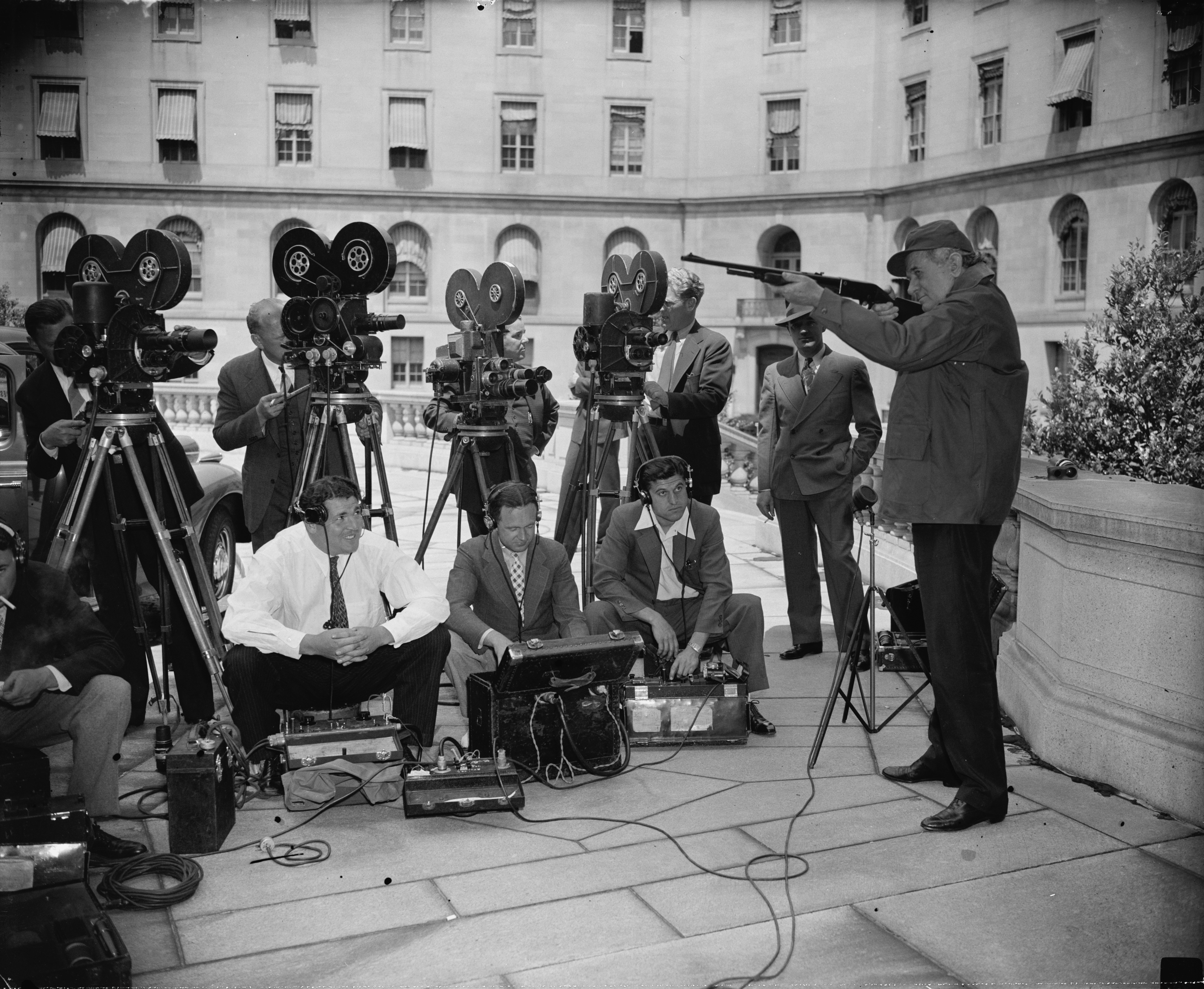
Cámaras de noticias, Washington D. C., 1938

Creada en 1911 por Charles Pathé, esta forma de película fue un elemento básico de los países típicos de América del Norte, Gran Bretaña y la Commonwealth (especialmente Canadá, Australia y Nueva Zelanda), y en todo el calendario de programación de cine europeo desde la era muda hasta la década de 1960, cuando La difusión de noticias televisivas suplantó por completo su papel. El Archivo Nacional de Películas y Sonidos de Australia contiene la Colección de noticieros australianos Cinesound Movietone, una colección completa de 4,000 películas y documentales de noticieros que representan noticias que cubren todos los eventos principales.
El primer cine oficial de noticias británico que solo mostró noticiarios fue el Daily Bioscope que se inauguró en Londres el 23 de mayo de 1909. En 1929, William Fox compró un antiguo teatro de Broadway llamado Embassy (ahora un centro de visitantes operado por la Alianza de Times Square). Cambió el formato de un espectáculo de $ 2 dos veces al día a un programa continuo de 25 centavos, estableciendo el primer teatro de noticieros en los Estados Unidos. La idea fue tan exitosa que Fox y sus partidarios anunciaron que iniciarían una cadena de cines de noticieros en todo Estados Unidos. Los noticiarios a menudo iban acompañados de dibujos animados o temas cortos.
En algunos países, los noticieros generalmente utilizaron la música como fondo para las grabaciones de películas en el sitio, generalmente silenciosas. En algunos países, el narrador usó comentarios humorísticos para historias alegres o no trágicas. En los EE. UU., la serie de noticieros incluyó The March of Time (1935–1951), Pathé News (1910–1956), Paramount News (1927–1957), Fox Movietone News (1928–1963), Hearst Metrotone News (1914–1967) , y Universal Newsreel (1929–1967). RKO Radio Pictures distribuyó Pathé News de 1931 a 1947, y luego Warner Brothers de 1947 a 1956.
Un ejemplo de una historia de noticiarios se encuentra en la película Citizen Kane (1941), que fue preparada por el personal actual de noticieros de RKO. Citizen Kane incluye un noticiero ficticio "News on the March" que resume la vida del personaje del título Charles Foster Kane mientras parodia de The March of Time.
El 12 de agosto de 1949, 120 técnicos de cine empleados por Associated British Pathé en Londres se declararon en huelga para protestar por el despido de quince hombres por despido, mientras que la conciliación en virtud de acuerdos sindicales estaba pendiente. Su huelga duró por lo menos hasta el martes 16 de agosto, siendo el martes el último día de producción en los noticieros nuevos que se muestran el jueves. Los eventos de la huelga provocaron que más de trescientos cines en Gran Bretaña tuvieran que pasar sin noticiarios esa semana.

## Retrospectivas
Una película australiana de 1978, Newsfront, es un drama sobre el negocio de los noticieros.

## Efecto de la televisión
El 16 de febrero de 1948, NBC lanzó un programa de televisión de diez minutos llamado Camel Newsreel Theatre con John Cameron Swayze que presentaba noticiarios con Swayze haciendo voces en off. También en 1948, la red de televisión DuMont lanzó dos series de noticiarios de corta duración, Camera Headlines y I.N.S. Telenews, este último en cooperación con el Servicio Internacional de Noticias de Hearst.
El 15 de agosto de 1948, CBS comenzó su programa de noticias de televisión Douglas Edwards and the News. Más tarde, los programas de noticias de NBC, CBS y ABC produjeron su propia película de noticias. Los cines de noticieros cerraron o pasaron a mostrar programas continuos de dibujos animados y temas cortos, como el London Victoria Station News Cinema, luego Cartoon Cinema, que se inauguró en 1933 y se cerró en 1981.
En Nueva Zelanda, el Weekly Review fue "la principal serie de películas producida en la década de 1940". Las primeras transmisiones de noticias de televisión en el país, que incorporaron imágenes de noticiarios, comenzaron en 1960.
Los noticiarios se extinguieron porque los avances tecnológicos, como la recopilación electrónica de noticias de televisión, introducidos en la década de 1970, los volvieron obsoletos. No obstante, algunos países como Cuba, Japón, España e Italia continuaron produciendo noticieros en los años 80 y 90, en España eran populares los NO-DO. Las compañías productoras de noticieros excluyeron a las compañías de televisión de su distribución, pero las compañías de televisión respondieron enviando sus propios equipos de cámara a los eventos de noticias de cine.